# Centrale de la Chute-Allard
La centrale de la Chute-Allard est une centrale hydroélectrique et un barrage érigés sur la rivière Saint-Maurice par Hydro-Québec, près de Wemotaci, dans la région administrative de la Mauricie, au Québec. Cette centrale, d'une puissance installée de 62 MW et la centrale des Rapides-des-Cœurs, située en aval, ont été mises en service en 2008. Leur construction a été complétée en 2009.

## Géographie
La Centrale de la Chute-Allard est située à moins de cinq kilomètres en aval du territoire de Wemotaci, et à 4,5 km en aval de la station ferroviaire Weymont. La centrale a été érigée au point kilométrique 297,6, sur une grande île formant deux bras de la rivière. La centrale a été aménagée dans le bras nord des rapides.
L'accès permanent au site est possible à partir de La Tuque, par la route 25 jusqu'au kilomètre 86 ; puis un chemin forestier aboutit sur la rive droite de la rivière Saint-Maurice, près de la partie aval de la chute-Allard.
Dans ce secteur, le chemin de fer du Canadien National, reliant La Tuque et Senneterre, a été construit au sud de la rivière Saint-Maurice, sauf pour un segment d'environ 12,5 km construit sur la rive nord. Le chemin de fer enjambe la rivière Saint-Maurice, par le pont ferroviaire situé au km 302,5 (Wemotaci) et celui du km 290, soit juste en amont des Rapides de la Graisse (du Lièvre). Le chemin de fer du Canadien National longe la rive nord du réservoir d'eau créé par le barrage hydroélectrique de la Chute-Allard. Les petites stations ferroviaires du secteur sont: Ferguson (au km 267,5, soit 3,5 km en amont des Rapides-des-Cœurs), Vandry (au km 284), Dessane (au km 291) et Weymont (au km 301,5, près de Wemotaci). 
Entre les centrales de la Chute-Allard et des Rapides-des-Cœurs, les petits tributaires se déversant dans la rivière Saint-Maurice sont:
- Rive Nord - le ruisseau Rhéaume (situé au km 273,5 du chemin de fer) qui prend sa source au lac Rhéaume, à la l'ouest du bassin versant de la rivière Windigo;
- Rive Sud:

- la Petite rivière Flamand (son embouchure est situé juste en haut des Rapides-des-Cœurs) qui s'alimente en eau notamment des lacs: Mons, Lavoie, Liège, Bruxelles, Aro, Bob-Grant, Dinant, Simard, et plusieurs autres lacs du secteur de la route forestière 25;
- le Ruisseau Démon.
Entre ces deux centrales, les principaux rapides sont:
- "Rapides des Iroquois", situés entre le kilomètre 291,5 et 292,5 (du chemin de fer),
- "Rapides de la Graisse" (du Lièvre), situés entre les kilomètres 287 à 290 (du chemin de fer).

Par ailleurs, les "Rapides Weymont" (d'une longueur approximative de 0,5 km) sont situés à un km au sud du pont ferroviaire de Wemotaci, ou à 4 km en amont de la centrale de la Chute-Allard.
Le canal d'amenée de l'eau en amont de la Centrale de la Chute-Allard et le canal de fuite situé en aval, ont été aménagés le long de la rive nord de la rivière Saint-Maurice.

## Histoire
En avril 2005, les autorités provinciales et fédérales ont autorisé la réalisation du projet hydro-électrique de la Chute-Allard et des centrale des Rapides-des-Cœurs. La construction des aménagements a débuté la même année.
En 2008, les biefs (aménagés pour faciliter la reproduction de plusieurs espèces de poissons) de la Chute Allard et des Rapides des Cœurs ont été mis en eau, respectivement du 6 au 9 mai et du 4 au 22 août.
La mise en service du dernier groupe a eu lieu le 14 août 2009 à l’aménagement de la Chute-Allard et le 23 octobre 2009 à celui des Rapides des Cœurs. En 2009, une aire d’observation pour les visiteurs a été aménagée; elle offre une vue sur le bief en amont, la centrale et les vannes gonflables.